# Marietta pulchella
Marietta pulchella  (лат.) — вид паразитических наездников рода Marietta семейства афелиниды (Aphelinidae). Неарктика, Неотропика.

## Описание
Мелкие паразитические наездники. Длина около 1 мм. Тело с тёмными отметинами. От близких видов отличаются узким скапусом усиков (примерно в 3 раза длиннее своей ширины) с одной чёрной продольной полоской.
Усики самок состоят из 6 члеников (1,1,3,1), а у самцов — из 5-6 члеников. Переднеспинка и бока среднегруди цельные. Паразитируют (в качестве вторичных паразитов, гиперпаразитоиды) на кокцидах из семейств Coccidae (Ceroplastes cirripediformis, Eulecanium tiliae, Parasaissetia nigra, Saissetia miranda, S. nigra, S. oleae); Conchaspididae (Conchaspis angraeci) Diaspididae (Aspidiotus sp., Aspidiotus perniciosus, Chionaspis americana, Ch. pinifoliae, Furcaspis biformis, Melanaspis obscura, Pseudaulacaspis pentagona, Quadraspidiotus forbesi, Q. juglansregiae, Q. ostreaeformis, Q. perniciosus, Targonia biformis); Lecanodiaspididae (Lecanodiaspis rugosa).
Вид был впервые описан в 1881 году американским энтомологом Л. Ховардом (Leland O. Howard (1857—1950); США).